# Pedro Gómez Sarmiento
Pedro Sarmiento de Villandrando (Ribadeo, 1478 - Lucca, 31 de octubre de 1541) fue un eclesiástico español,  sucesivamente obispo de Tuy,  Badajoz,  Palencia, arzobispo de Santiago de Compostela y cardenal. 

## Biografía
Fue hijo de Diego Gómez Sarmiento de Villandrando, conde de Ribadeo y de Salinas, y de María de Ulloa, que era hija de Rodrigo de Ulloa, contador mayor y ricohombre de Castilla.  
Fueron sus hermanos Diego, que heredó los señoríos familiares; Alonso, que fue prior de Aracena; María, monja; y Ana, que casó con el conde de Ribagorza Alonso de Gurrea.
Cursó sus estudios de Derecho Civil y Eclesiástico en la Universidad de Salamanca y en la de Valladolid.  
Fue capellán de los Reyes Católicos, limosnero de Carlos V, obispo de Tuy (1523-1525), Badajoz (1525),  Palencia (1525-1534) y arzobispo de Santiago de Compostela (1534-1541). 
El papa Paulo III le creó cardenal en el consistorio de octubre de 1538; recibió el título de los Santos XII Apóstoles y durante un breve periodo de tiempo fue también administrador de la diócesis de Anagni.
Fallecido según algunos autores en Lucca en octubre de 1541 o según otros en Roma en el mismo mes de 1540, fue sepultado en Santa María de Aracoeli, desde donde posteriormente sus restos fueron trasladados a la abadía de Santa María de Benevívere. 
| Predecesor: Luis Marliano O.P.        | Obispo de Tuy 1523 – 1524                       | Sucesor: Pedro González Manso      |
| Predecesor: Bernardino de Mesa O.P.   | Obispo de Badajoz 1524 – 1525                   | Sucesor: Pedro González Manso      |
| Predecesor: Antonio de Rojas Manrique | Obispo de Palencia 1525 – 1534                  | Sucesor: Francisco de Mendoza      |
| Predecesor: Juan Pardo de Tavera      | Arzobispo de Santiago de Compostela 1534 – 1541 | Sucesor: Gaspar Ávalos de la Cueva |